# زياد الهاني
زياد الهاني هو صحفي ومدوّن تونسي. تمّ حجب مدوّنته أكثر من مائة مرة خلال فترة حكم الرئيس التونسي السابق زين العابدين بن علي بسبب تصديها لنظامه. كانت نشرية «تونسنيوز» تنشر إصداراتها أوّلا بأول. هو الذي صاغ عبارة «ثورة الياسمين» لتوصيف الثورة التونسية.

## النشأة والمسيرة
ولد زياد الهاني قي 24 فيفري 1964 بتونس العاصمة. وهو ابن المحامي عبد الرحمان الهاني من أصيلي قرية سيدي حمادة من ولاية سليانة، الذي ترشح للانتخابات الرئاسية ضد الرئيس المخلوع زين العابدين بن علي في 1989 ثم في 1994 وهو ما كلفه السجن والاضطهاد. استقال من عضوية المكتب التنفيذي للنقابة الوطنية للصحفيين التونسيين في فيفري 2013. وهو نائب رئيس النيابة الخصوصية لبلدية قرطاج عقب الثورة التونسية إلى الآن.

### الشهائد العلمية
- باكالوريا علوم رياضيات في من معهد قرطاج حنبعل سنة 1983.
- الأستاذية في العلوم الفيزيائية من كلية العلوم بجامعة البصرة سنة 1987.
- شهادة اختصاص في سلاح المشاة الآلية من المدرسة التطبيقية لمختلف الأسلحة ببوفيشة في تونس العاصمة سنة 1988.
- دراسات معمقة في فيزياء الحالة الصلبة والمواد المكثفة بكلية العلوم بتونس في تونس العاصمة سنة 1990.
- شهادة دراسات عليا متخصصة في القانون العقاري من كلية العلوم القانونية والسياسية والاجتماعية بتونس في 1996.
- شهادة دراسات عليا متخصصة في الصحافة من معهد الصحافة وعلوم الإخبار في تونس العاصمة سنة 1998.
- شهادة دراسات معمقة في التعمير من المدرسة الوطنية للهندسة المعمارية والتعمير بتونس في تونس العاصمة سنة 2000.

### المسار المهني
- محرر بقسم الشؤون العالمية بجريدة الشروق اليومية بين 1992 و1994، ثمّ متعاقد بجريدة الصحافة بداية من 2002 ومحرّر من سنة 2006. حاليا هو رئيس تحرير أول بجريدة الصحافة اليوم.

### النشاط العام
- نائب رئيس النيابة الخصوصية ببلدية قرطاج من جوان 2011 إلى أكتوبر 2016.
- عضو المجلس البلدي بقرطاج، رئيس لجنة الثقافة والفنون، ورئيس دائرو قرطاج بيرصا وصلامبو 2018.
- الكاتب العام لجمعية قدماء معهد قرطاج حنبعل منذ جويلية 2011[2]
- عضو مؤسس ورئيس المنظمة التونسية لحماية الإعلاميين 2013.
- نائب رئيس المركز التونسي لدراسات الأمن الشامل 2015.
- كاتب عام جمعية الدُل للتنمية الشاملة والمستديمة بسيدي حمادة/سليانة 2015.
- عضو مؤسس ورئيس مركز قرطاج لدراسات التنمية والإعلام2016.
- عضو بالرابطة التونسية للدفاع عن حقوق الإنسان منذ 1985.
- عضو بالفرع التونسي لمنظمة العفو الدولية منذ 1994.
- عضو بجمعية الصحفيين التونسيين منذ 1992.
- عضو مؤسس ونائب رئيس صندوق التآزر بين الصحفيين التونسيين بين 2007 و2011.
- عضو مؤسس للنقابة التونسية للإذاعات الحرة.
- عضو مؤسس للنقابة الوطنية للصحفيين التونسيين 2008.
- عضو مؤسس للاتحاد الإفريقي للصحفيين 2006.